# Griechisch-orientalische Kirche in Österreich
Griechisch-orientalische Kirche in Österreich ist die österreichische amtliche Bezeichnung einiger orthodoxer Kirchen. Die Bezeichnung geht auf das Toleranzpatent Kaiser Josefs II. von 1781 zurück und umfasst neben der Griechisch-orthodoxen auch andere Orthodoxe Kirchen in Österreich.
Die Griechisch-orientalische (= orthodoxe) Kirche umfasste nach der letzten Erfassung der Konfessionszugehörigkeit in der Volkszählung von 2001 174.385 Mitglieder, per 2011 wird die Zahl der Orthodoxen insgesamt auf 400.000 geschätzt, und ist damit die zweitstärkste konfessionelle Gruppe in Österreich.

## Rechtsgrundlage: Äußere Rechtsverhältnisse der Griechisch-orientalischen Kirche
Die Griechisch-orientalische Kirche in Österreich ist eine gesetzlich anerkannte Kirche „im Sinne des Artikels 15 des Staatsgrundgesetzes vom 21. Dezember 1867, RGBl. Nr. 142“. Die zur Kirche gehörenden Gemeinden, Diözesen wie auch die griechische Metropolis von Austria sind Körperschaften des öffentlichen Rechts.
Die Anerkennung beruht auf den kaiserlich-königlichen privilegierten Verordnungen am 3. August 1782 (Toleranzpatent) und am 8. Oktober 1796.
Geregelt sind ihre Rechtsverhältnisse heute im Bundesgesetz vom 23. Juni 1967 über äußere Rechtsverhältnisse der griechisch-orientalischen Kirche in Österreich (inoffiziell manchmal OrthodoxenG abgekürzt).
Da in diesem Gesetz – heute unzeitgemäß – nur vier Kirchengemeinden namentlich genannt sind, inzwischen aber etwa 200.000 orthodoxe Gläubige in Österreich leben, vertreten diese Gemeinden die jeweiligen Glaubensgemeinschaften und ihre anderen Gemeinden rechtlich. Per Novelle des Gesetzes mit 29. Juli 2011 (BGBl. I Nr. 68/2011) wurde die Möglichkeit geschaffen, Pfarren ohne Rechtspersönlichkeit zu installieren (§ 3d), womit auch den orthodoxen Kirchen der Ausbau der Seelsorge offensteht, und den Diözesen der Russisch-orthodoxen (Eparchie für Wien und Österreich) und Serbisch-orthodoxen Kirche (Diözese Österreich-Schweiz) die Anerkennung der Rechtspersönlichkeit (Abschnitt IIa).
Gleichzeitig wurde auch die Orthodoxe Bischofskonferenz, die Oktober 2010 gegründet worden war, in die Rechtsordnung mitaufgenommen (§ 1a). Sie steht unter Vorsitz des Metropoliten von Austria und behandelt Fragen wie den Religionsunterricht, Teilnahme am Begutachtungsverfahren neuer Gesetze, oder die Abgabe von „Stellungnahmen gegenüber dem Bundesminister für Unterricht, Kunst und Kultur“ vor der Anerkennung von orthodoxen Einrichtungen.

## Kirchengemeinden und Diözesen der Griechisch-orientalischen (= orthodoxen) Kirche in Österreich
Die folgenden Gemeinden stellen die Rechtspersönlichkeiten dar:
- Griechisch-orientalische Kirchengemeinde zur Heiligen Dreifaltigkeit (Wien-Innenstadt, Fleischmarkt), heute Metropolitansitz der Metropolis von Austria, Ungarn und Mitteleuropa des Ökumenischen Patriarchats von Konstantinopel, ursprünglich nach 1782 Abspaltung der Österreicher aus der Kirchengemeinde zum Heiligen Georg
- Griechisch-orientalische Kirchengemeinde zum Heiligen Georg (Wien-Innenstadt, Hafnersteig), ehemals als Griechisch-osmanische Gemeinde gegründet, heute der Metropolis von Austria unterstellt und Vertreter der Griechisch-orthodoxen Kirche in Österreich
- Serbisch-griechisch-orientalische Kirchengemeinde zum Heiligen Sava (Wien-Landstraße), heute Erzpfarre für Österreich der Serbisch-orthodoxen Eparchie für Österreich, die Schweiz und Italien, entstand 1860 als Abspaltung aus Hl. Dreifaltigkeit[6]
- Rumänisch-griechisch-orientalische Kirchengemeinde zur Heiligen Auferstehung (Wien-Simmering) für die Rumänisch-orthodoxe Metropolie von Deutschland und Zentraleuropa (Nürnberg), entstand 1906 als Abspaltung aus der griechischen Orthodoxie[7]
- Russisch-orthodoxe Kirchengemeinde zum Heiligen Nikolaus (Wien-Landstraße), heute Bischofssitz der Russisch-orthodoxen Eparchie für Wien und Österreich, seit ca. 1700 an der russischen Botschaft,[3] Kathedrale 1899 geweiht[8]
- Bulgarisch-orthodoxe Kirchengemeinde zum Heiligen Iwan Rilski (Wien-Landstraße),[9] Vertretung der Bulgarisch-orthodoxen Kirche Diözese von West- und Mitteleuropa (Berlin und Budapest)[3]